# Bournens
Bournens ist eine politische Gemeinde im Distrikt Gros-de-Vaud des Kantons Waadt in der Schweiz.

## Geographie
Bournens liegt auf 562 m ü. M., 11 km nordnordwestlich der Kantonshauptstadt Lausanne (Luftlinie). Das Dorf erstreckt sich an einem nach Westen abfallenden Hang im Gros de Vaud, im Waadtländer Mittelland, östlich des Tals der Venoge.
Die Fläche des 3,9 km² grossen Gemeindegebiets umfasst einen Abschnitt der leicht gewellten Hochfläche des Gros de Vaud, der Kornkammer des Kantons Waadt. Der Gemeindeboden erstreckt sich von der Fläche Pra ostwärts über den Hang von Bournens auf die Höhe von Treisy, auf der mit 616 m ü. M. der höchste Punkt der Gemeinde erreicht wird. Im Nordosten reicht das Gebiet in den Wald Bois Joyon und zum Naturschutzgebiet Champ Buet, einer Moorfläche, welcher der Bach Ruisseau de Malomba zur Venoge entfliesst. Dieser bildet die Nordgrenze von Bournens. Von der Gemeindefläche entfielen 1997 6 % auf Siedlungen, 17 % auf Wald und Gehölze, 75 % auf Landwirtschaft und etwas mehr als 1 % war unproduktives Land.
Zu Bournens gehören einige Einzelhöfe. Die Nachbargemeinden von Bournens sind im Osten Boussens, im Süden Sullens, im Westen Penthaz, im Nordwesten Daillens und im Norden Bettens.

## Bevölkerung
Mit 518 Einwohnern (Stand 31. Dezember 2023) gehört Bournens zu den kleinen Gemeinden des Kantons Waadt. Von den Bewohnern sind 91,2 % französischsprachig, 3,6 % deutschsprachig und 2,4 % sprechen Serbokroatisch (Stand 2000). Die Bevölkerungszahl von Bournens belief sich 1850 auf 246 Einwohner, 1900 auf 210 Einwohner. Nachdem die Bevölkerung bis 1960 auf 143 Personen abgenommen hatte, wurde seither wieder eine deutliche Bevölkerungszunahme beobachtet.

## Wirtschaft
Bournens war bis in die zweite Hälfte des 20. Jahrhunderts ein vorwiegend durch die Landwirtschaft geprägtes Dorf. Noch heute hat der Ackerbau eine wichtige Bedeutung in der Erwerbsstruktur der Bevölkerung. Einige weitere Arbeitsplätze sind im lokalen Kleingewerbe und im Dienstleistungssektor vorhanden. In den letzten Jahrzehnten hat sich das Dorf zu einer Wohngemeinde entwickelt. Viele Erwerbstätige sind deshalb Wegpendler, die vor allem im Grossraum Lausanne arbeiten.

## Verkehr
Die Gemeinde ist verkehrstechnisch gut erschlossen, obwohl sie abseits grösserer Durchgangsstrassen liegt. Der Autobahnanschluss Cossonay an der 1981 eröffneten A1 (Lausanne-Yverdon) ist rund 1,5 km vom Ort entfernt. Durch den Postautokurs, der von Cossonay nach Cheseaux-sur-Lausanne verkehrt, ist Bournens an das Netz des öffentlichen Verkehrs angebunden.

## Geschichte
Die erste urkundliche Erwähnung des Ortes erfolgte 1142 unter dem Namen Brunens, 1479 erschien die Bezeichnung Brugnens. Der Ortsname geht auf den burgundischen Personennamen Brunengus zurück. Im Mittelalter unterhielten die Chorherren des Grossen Sankt Bernhard in Bournens ein kleines Landpriorat. Das Dorf gehörte den Herren von Cossonay; auch die Herren von Vufflens hatten hier ein Lehen.
Mit der Eroberung der Waadt durch Bern im Jahr 1536 kam Bournens unter die Verwaltung der Vogtei Morges. Nach dem Zusammenbruch des Ancien Régime gehörte das Dorf von 1798 bis 1803 während der Helvetik zum Kanton Léman, der anschliessend mit der Inkraftsetzung der Mediationsverfassung im Kanton Waadt aufging. 1798 wurde es dem Bezirk Cossonay zugeteilt.

## Sehenswürdigkeiten
Die Kapelle von Bournens stammt aus dem 15. Jahrhundert. Der Ort gehört zur Pfarrei Vufflens-la-Ville. Das Herrenhaus wurde im 18. Jahrhundert erbaut, daneben sind einige typische Bauernhäuser aus dem 18. und 19. Jahrhundert erhalten.